# Vranj
Vranj (cyr. Врањ) – wieś w Czarnogórze, w gminie Tuzi. W 2011 roku liczyła 1030 mieszkańców.